# MFK Vyškov
Městský fotbalový klub Vyškov w skrócie MFK Vyškov – czeski klub piłkarski, grający w Fotbalova národní liga, mający siedzibę w mieście Vyškov.

## Historia
Klub został założony w 1921 roku. Przez lata grał w niższych ligach Czechosłowacji. Po rozpadzie Czechosłowacji grywał głównie w czwartej lidze czeskiej. W sezonie 2013/2014 po raz pierwszy awansował do Moravskoslezskej fotbalovej ligi.

## Historyczne nazwy
- 1921 – SK Vyškov (Sportovní klub Vyškov)
- 1939 – HSK Vyškov (Hanácký sportovní klub Vyškov)
- 1949 – JTO Sokol Vyškov (Jednotná tělovýchovná organisace Sokol Vyškov)
- 1953 – DSO Slavoj Vyškov (Dobrovolná sportovní organisace Slavoj Vyškov)
- 1966 – TJ Vyškov (Tělovýchovná jednota Vyškov)
- 1993 – SK Rostex Vyškov (Sportovní klub Rostex Vyškov)
- 2012 – MFK Vyškov (Městský fotbalový klub Vyškov)

## Stadion
Domowe mecze klub rozgrywa na stadionie o nazwie Stadion Za parkem, położonym w mieście Vyškov. Stadion może pomieścić 2500 widzów.